# Handlungstheorie (Philosophie)
Als Handlungstheorie wird eine philosophische Theorie bezeichnet, die sich mit dem Handlungsbegriff befasst. Obwohl sich systematisch in der Philosophiegeschichte in Schlüsseltexten der Ethik und der Metaphysik, vor allem im Zusammenhang mit der Problematik der Willensfreiheit und der Verantwortung, Handlungstheorien oder Ansätze dazu ausmachen lassen, ist sie als eigenständige Disziplin erst in der analytischen Philosophie der zweiten Hälfte des 20. Jahrhunderts auszumachen, wobei sie viel mit der Philosophie des Geistes verbindet. Im Fokus der zeitgenössischen Debatten stehen drei thematische Felder: die Natur von Handlungen, Handlungsbeschreibungen und Handlungserklärungen. Im Besonderen befassen sich Handlungstheorien mit Handlungsgründen und Ursachen, mit dem Verhältnis zwischen Ereignissen und Handlungen, mit Intentionen und intentionalen Handlungen, mit der logischen Form von Handlungssätzen, mit sogenannten Basishandlungen und mit der Suche nach einem Ordnungsprinzip menschlicher Handlungsarten.
Die Frage der mentalen Verursachung und die Beziehung zwischen dem handelnden Subjekt und der Situation steht dabei häufig im Vordergrund. Während sich die Debatte anfangs darum drehte, ob die Gründe, die das Subjekt für seine Handlung vorbringt, in einer Kausalbeziehung oder einer bloßen Rechtfertigungsbeziehung dazu stehen, stellen spätere Handlungstheorie die Relevanz des Willensaktes für Handlungen ganz in Frage.

## Geschichte
Handlungstheoretische Fragestellungen sind – obwohl die Handlungstheorie als definierte philosophische Disziplin eine Schöpfung der Moderne ist – bereits seit der Antike Gegenstand philosophischer Untersuchung. Als wichtigster antiker Autor kann in diesem Zusammenhang Aristoteles gelten, der seine Nikomachische Ethik mit Untersuchungen von Begriffen wie „Handlung“ und „Ziel“ beginnt.
In dieser Tradition wurden handlungstheoretische Fragen auch im Mittelalter vielfach behandelt, unter anderem von Thomas von Aquin, Johannes Duns Scotus und Wilhelm von Ockham. Diesen Autoren ging es stets auch um theologische Fragen, sodass Fragen wie die Determiniertheit von Handlungen etwa in Zusammenhang mit dem Theodizee-Problem diskutiert wurden.
Immanuel Kant vertrat eine kausalistische Handlungstheorie im Bereich des Empirischen, die aber durch die Autonomie der praktischen Vernunft von einem Durchbrechen der naturkausalen Handlungsursachen ausgeht und dem Menschen zurechenbare Handlungen aufgrund seines Vermögens der Willkürfreiheit zuschreibt (Kausalität aus Freiheit). Der Mensch ist danach sogar in der Lage, durch Distanz zu allen seinen sinnlich bedingten Gefühlen der Lust und Unlust in der reinen praktischen Vernunft sich einen obersten moralischen Grundsatz der Sittlichkeit zu geben, den kategorischen Imperativ. Dieser zeigt auf, wie das empirisch bedingte Streben nach Glückseligkeit durch Einsicht in das Sittengesetz überwunden werden kann, so dass moralisch richtiges Handeln entgegen den empirischen Neigungen möglich wird.
Seit etwa 1950 wurde die Handlungstheorie dann im Zuge der Entwicklung der Philosophie des Geistes immer wichtiger. Als Klassiker der zeitgenössischen Debatte können G. E. M. Anscombes Monographie Intention und Donald Davidsons Essays on Actions and Events gelten. Während Anscombe auf dem sprachphilosophisch orientierten Ansatz Ludwig Wittgensteins aufbauend Handlungsgründe von Ursachen begrifflich zu trennen sucht, bestreitet Davidson eine solche Unterscheidung. Robert Brandom baute den sprachanalytisch-sprechakttheoretischen Ansatz John Searles in den 1990er Jahren zu einem eigenständigen Programm aus und Alvin I. Goldman entwickelte sozial-epistemologische Handlungstheorie. Darüber hinaus zählten im 20. Jh. und der ersten Dekade des 21. Jh. Georg Henrik von Wright, Hector-Neri Castaneda, Michael Bratman, J. David Velleman, Judith Jarvis Thomson, Jonathan Bennett, Jennifer Hornsby, John Hyman, María Álvarez und Michael Thompson mit je unterschiedlichen Schwerpunkten zu den zentralen Autoren in der Handlungstheorie.
- Technisch-praktisches und moralisches Handeln bei Immanuel Kant,
- Arbeit als alles begründende Wirklichkeit menschlichen Lebens bei Marx und Engels,
- Praxis als Schlüsselbegriff für die historische und menschliche Wirklichkeit bei Ernst Bloch,
- Interaktion als instrumentelles, strategisches und kommunikatives Handeln bei Jürgen Habermas
- Theorie der Praxis nach Pierre Bourdieu.